# 2С31 «Вєна»
2С31 «Вєна» (рос. 2С31 «Вена») — російська 120 мм самохідна артилерійська гармата на шасі БМП-3. Розроблена у місті Перм на Мотовиліхинських заводах.
Вперше представлена на виставці IDEX—97 в Арабських Еміратах. Крім IDEX—97, САУ 2С31 демонструвалася і на інших виставках, зокрема, на «Expo Ejercito—2006», «Eurosatory—2008», «Технології в машинобудуванні — 2010».
2С31 «Вєна» призначена для придушення живої сили, артилерійських і мінометних батарей, ракетних установок, броньованих цілей, вогневих засобів і пунктів управління на відстані до 13 км, при цьому здатна автоматично коригувати свій вогонь по результатам відмітки розривів, самостійно здійснювати розвідку цілей вдень і вночі, вести прицільний вогонь з закритих позицій і прямою наводкою без попередньої підготовки.

## Історія створення
Після успішного застосування самохідної артилерійської гармати 2С9 у військах ПДВ під час бойових дій в Афганістані керівництвом Міністерства оборони було прийнято рішення про необхідність наявності подібної гармати в сухопутних військах. Був відкритий ряд дослідних конструкторських робіт на тему установки гармати 2А51 на шасі сухопутних військ. За базу для самохідної артилерійської установки сухопутних військ розглядалося кілька варіантів як на гусеничному ходу (2С17 «Нона-СВ» на базі шасі 2С1 і 2С17-2 «Нона-СВ» на базі БРМ-1К), так і на колісному ходу (2С23 «Нона-СВК» на базі БТР-80). Розробка гусеничного варіанту «Нони-СВ» на базі 2С1 велася в Спеціальному конструкторському бюро Курганського машинобудівного заводу.
У 1980-і роки були розпочаті роботи, основним завданням яких було створення 120-мм автоматизованої самохідної артилерійської установки. У зв'язку з цим роботи по «Ноні-СВ» були закриті. Нова гармата отримала індекс 2С31 і розроблялася на ВАТ «Мотовиліхинські заводи» під науковим керівництвом Центрального науково-дослідного інституту «Точного машинобудування». Нові боєприпаси підвищеної бойової могутності розроблялися в ДНВП «Базальт». Шасі для 2С31 було запозичене від дослідної полковий самохідної гаубиці 2С18 «Пат—С». У 1995 році були виготовлені перші два дослідні зразки, а в 1996 році «Вєна» вперше була продемонстрована на виставці IDEX-97. У 2007 році машина пройшла державні випробування, а в 2010 році на озброєння Російської армії надійшла перша установча партія.

## Опис конструкції
Основною відмінністю 2С31 від машин попереднього покоління сімейства «Нона» є наявність гарматно-обчислювального комплексу. Комплекс дозволяє отримувати і передавати інформацію з даними для стрільби по цілях, а також відстежувати стан машини. Вся необхідна інформація виводиться на монітор командира машини. У пам'яті комплексу зберігаються необхідні значення позиції, дирекційного кута і кута підвищення гармати. Місце командира обладнане ЕОМ, за допомогою якої командир вводить дані для стрільби по цілях, після чого гарматно-обчислювальний комплекс визначає необхідні кути наведення гармати і номер заряду. Далі здійснюється наведення гармати за допомогою спеціальних приводів горизонтального наведення башти і вертикального наведення гармати. Бортова ЕОМ здатна зберігати інформацію одночасно по 30 цілях.
Для прискорення процесу підготовки САУ до стрільби на місцях навідника і заряджаючого є індикатори інформації, на яких виводяться необхідні параметри для артилерійського прицільного комплексу та тип боєприпасу. До складу додаткового обладнання бортової ЕОМ входять: система гірокурсокреновказування, модуль GPS/ГЛОНАСС, а також баровисотомір для визначення даних навколишнього середовища при діях у високогірних умовах.
Застосування обчислювального комплексу дозволяє домогтися мінімального часу підготовки САУ до стрільби. При необхідності обстрілу незапланованої цілі осколково-фугасним снарядом час готовності становить не більше 20 секунд з моменту отримання інформації про ціль. При здійсненні вогневого маневру завдяки застосуванню апаратури топоприв'язки час готовності 2С31 до стрільби становить не більше 1 хвилини.

### Броньовий корпус і башта
2С31 має броньований корпус, на якому встановлена закрита башта з круговим оглядом. У башті встановлено основну гармату. Наведення гармати проводиться за допомогою спеціального слідкуючого приводу, який після пострілу здатний відновлювати наводку гармати.
Можлива стрільба з подачею пострілів з ґрунту, для цього по правому борту машини є люк.
На правій стороні башти встановлена башточка командира, в якій встановлено кулемет. Башточка має можливість обертання в горизонтальній площині. Кути обертання складають від -90 до + 90°.

### Озброєння
Як основне озброєння використовується комбінована напівавтоматична нарізна 120 мм гармата 2А80, яка поєднує в собі функції гармати-гаубиці і мінометів. Гармата здатна вести стрільбу усіма типами мін калібру 120 мм незалежно від країни—виробника. Також є можливість вести стрільбу снарядами з готовими нарізами. До переліку використовуваної номенклатури боєприпасів входять снаряди від систем попереднього покоління (2Б16 «Нона—К», 2С9 «Нона—С», 2С23 «Нона—СВК»). Є можливість використання керованого снаряда 3ВОФ112 «Китолов—2». Для запобігання загазованості бойового відділення гармата 2А80 забезпечена системою примусового продування ствола.
За своєю могутністю осколково-фугасні снаряди, які використовуються у 2С31, можна порівняти зі снарядами калібру 152—155 мм, крім того, забезпечена висока купчастість стрільби. Боєкомплект становить 70 пострілів, частина яких розміщується в механізованих боєукладках, розташованих у башті САУ.
Додатково для стрільби по повітряним і наземним цілям на башті командира є кулемет ПКТМ.

### Засоби спостереження і зв'язку
Для наведення гармати і здійснення розвідки місцевості у командира встановлений лазерний приціл-далекомір 1Д22С, який сполучається з електронно—оптичним нічним прицілом 1П51. Обидва прилади мають можливість передачі даних на бортову ЕОМ. Лазерний далекомір дозволяє здійснювати наведення керованих снарядів в діапазоні відстаней від 300 до 7000 метрів і коригувати наводку гармати в зоні прямої видимості на відстанях від 120 до 20 000 метрів. На місці навідника встановлений артилерійський прицільний комплекс 1П50, який має панорамний приціл і приціл прямого наведення.
Зовнішній радіозв'язок підтримується радіостанцією Р—163—50У «Арбалет». Радіостанція працює в УКХ—діапазоні і забезпечує стійкий зв'язок з однотипними станціями на відстані до 20 км.

### Спеціальне обладнання
2С31 «Вєна» оснащена автоматизованою системою управління наведенням зброї в горизонтальній і вертикальній площинах. Також є бортова ЕОМ для обчислення установок стрільби. Крім того, є система топоприв'язки, а також система виявлення лазерних випромінювань ТШУ—2 «Штора-1», до складу якої входять лазерний детектор і 12 гранатометів системи 902А для стрільби 81 мм димовими гранатами.

### Двигун і трансмісія

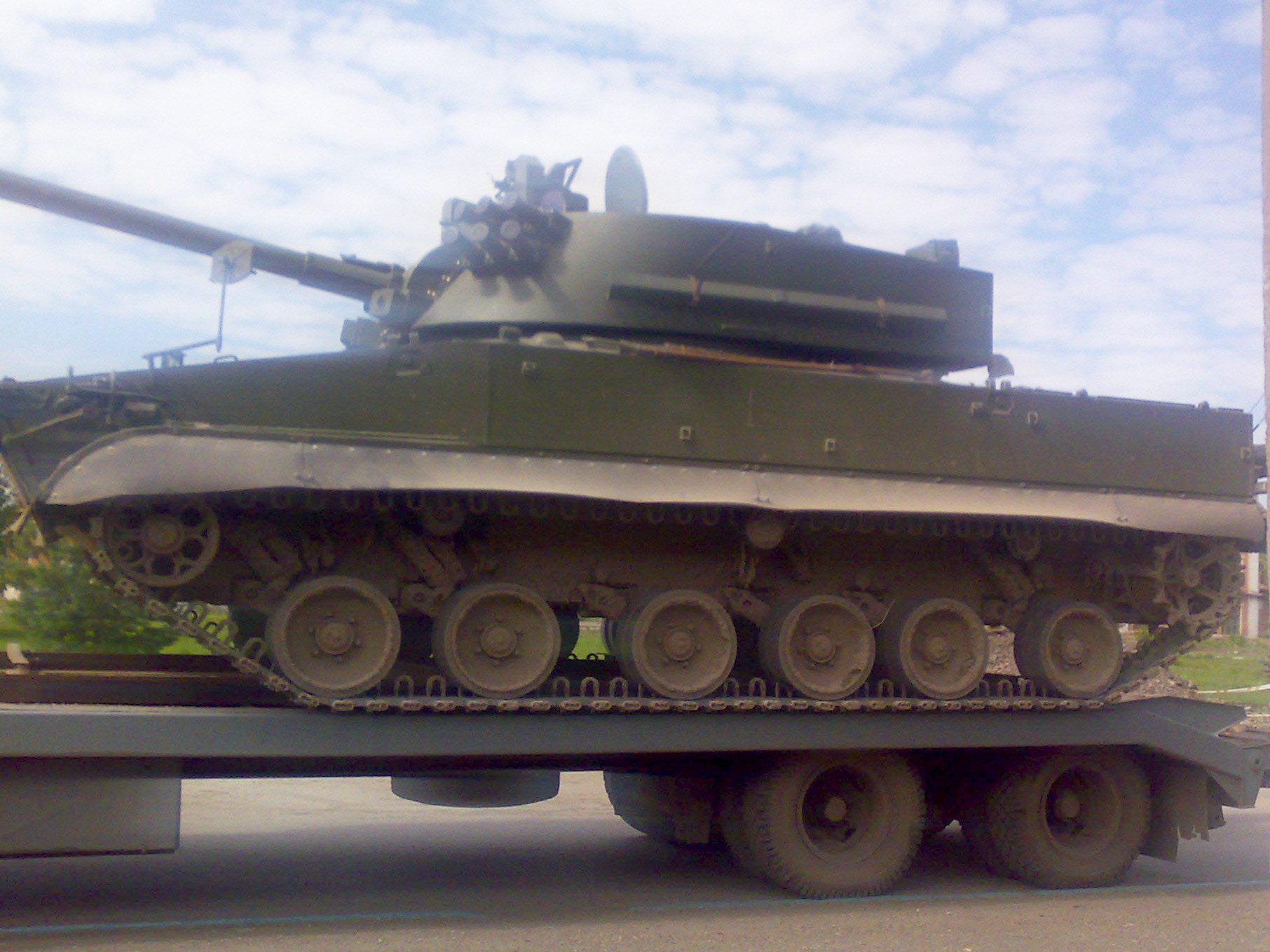
САУ 2С31 «Вєна» під час транспортування. Добре видно ходову частину машини.

Силова установка 2С31 складається з чотиритактного V—подібного 10—циліндрового двигуна УТД—29 з безпосереднім уприскуванням палива потужністю 450 к.с. Кут розвалу циліндрів складає 144°. Крім дизельного палива, двигун має можливість роботи на гасі і бензині.
Трансмісія механічна, має чотири передніх і дві задніх передачі. Максимальна теоретична швидкість руху на четвертій передній передачі становить 72 км/год. На другий задній передачі забезпечується швидкість руху до 21 км/год. Трансмісія складається з планетарної коробки передач, диференційного механізму повороту і приводу водомета.

### Ходова частина
Ходова частина 2С31 є модифіковане шасі бойової машини піхоти БМП-3 і складається з шести пар опорних і трьох пар підтримуючих котків. У задній частині машини перебувають тягові колеса, в передній — напрямні. Гусениці складаються з дрібних ланок з гумовометалічними шарнірами. Конструкція кожної ланки являє собою трак із двома пальцями, на кінці яких надіті скоби для з'єднання з сусідньою ланкою. Ширина кожного трака 380 мм при кроці 150 мм.
Підвіска 2С31 — індивідуальна торсіонна. На першому, другому і шостому опорних котках встановлені гідроамортизатори телескопічного типу. При цьому, на відміну від базової машини, в ходовій частині 2С31 відсутній механізм регулювання кліренсу, тому дорожній просвіт 2С31 завжди становить 450 мм.

## Бойове застосування

### Друга карабаська війна
2С31 «Вена» імовірно були використані ЗС Азербайджану під час Другої карабаської війни. Попри відсутність у вільному доступі фото-відео матеріалів, де б було зафіксовано вогонь з цих установок, існують відео та фото, на яких зафіксовано присутність в зоні бойових дій.
Також зафіксовано застосування ЗС Азербайджану інших 120-мм самохідних мінометів: 120-мм Cardom на шасі Мерседес, та Spear MK2 на шасі SandCat.

## Оператори
- Росія — з 2010 року установочна партія надійшла на озброєння ракетних військ и артилерії Російської Федерації;[6][19]
- Азербайджан — 18 одиниць 2С31, станом на 2014 рік[20]

## Оцінка машини
САУ 2С31 повністю відповідає вимогам, що пред'являються сучасними умовами загальновійськового бою. Артилерійські дивізіони 2С31 можуть виконувати вогневі завдання в складі мотострілецьких або танкових формувань. Використовувати подібну форму організаційно-штатної структури дозволяє рівень автономності 2С31 на полі бою, який можна порівняти з танками або БМП. Дивізіони 2С31 можуть бути додані танковим або мотострілецьким батальйонам, які мають в своєму складі бойові машини піхоти БМП-3, а також побатарейно здійснювати артилерійську підтримку рот в напрямку головного удару. За оцінками фахівців, бойовий потенціал танкового/мотострілецького полку виросте в два рази при заміні дивізіону буксируваних мінометів на дивізіон 2С31.

При порівнянні 2С31 з зарубіжними аналогами основну конкуренцію становить самохідний міномет AMOS, головною перевагою якого є швидкострільність. Однак при цьому дана перевага нівелюється більш високими характеристиками бойової могутності боєприпасів САУ «Вєна», а також більш високою точністю і щільністю стрільби. Крім того, завдяки можливості безпосередньої вогневої підтримки мотострілецьких і танкових підрозділів, при ураженні малих і площинних цілей, САУ 2С31 повністю перевершує AMOS. Завдяки поєднанню базових характеристик і автоматизованості, заявлена виживаність САУ 2С31 на поле бою вище в 3-5 разів, а загальна ефективність в 2,7-4,5 рази вище, ніж у аналогічних систем закордонного виробництва.